# Ronde van Italië 1936
| Eindklassement      |                     |              |
| Algemeen klassement | Gino Bartali        | 120h 12' 30" |
| Tweede              | Giuseppe Olmo       | + 2' 36"     |
| Derde               | Severino Canavesi   | + 7' 49"     |
| Vierde              | Adalino Mealli      | + 14' 04"    |
| Vijfde              | Giovanni Valetti    | + 14' 15"    |
| Zesde               | Domenico Piemontesi | + 16' 31"    |
| Zevende             | Ambrogio Morelli    | + 17' 44"    |
| Achtste             | Vasco Bergamaschi   | + 18' 35"    |
| Negende             | Enrico Mollo        | + 19' 27"    |
| Tiende              | Edoardo Molinar     | + 20' 48"    |
| Rode Lantaarn       | Vito Lippolis (45e) | + 3h 31' 00" |
| Bergklassement      | Gino Bartali        | ... punten   |
| Tweede              | Severino Canavesi   | ... punten   |
| Derde               | Eduardo Molinar     | ... punten   |
| Ploegenklassement   | Legnano             | ...h ..' .." |
| Tweede              | ...                 | -            |
| Derde               | ...                 | -            |

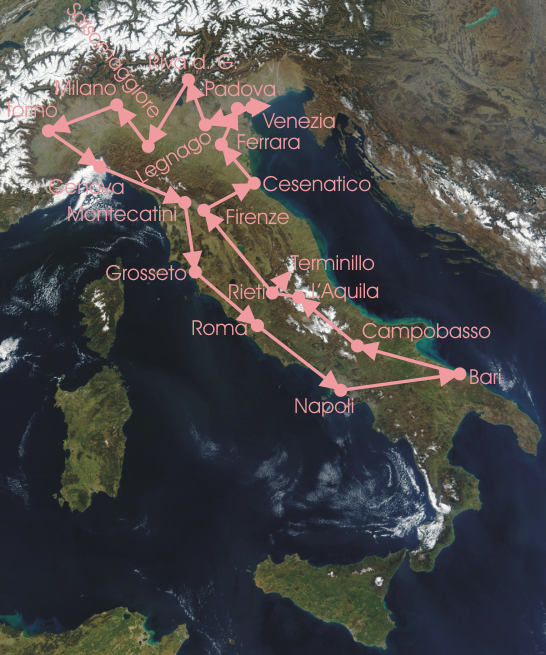
Ronde van Italië 1936

In 1936 ging de 24e Giro d'Italia op 16 mei van start in Milaan en eindigde op 7 juni in Milaan. Er stonden 89 renners verdeeld over 8 ploegen aan de start. Deze ronde werd gewonnen door de Italiaan Gino Bartali.
- Aantal ritten: 19, waarvan de 15e en de 19e in twee delen werden verreden.
- Totale afstand: 3775 km
- Gemiddelde snelheid: 31,404 km/h
- Aantal deelnemers: 89

## Belgische en Nederlandse prestaties
Er namen geen Belgen en geen Nederlanders deel aan de Giro van 1936.

### Belgische etappezeges
- In 1936 was er geen Belgische etappezege.

### Nederlandse etappezeges
- In 1936 was er geen Nederlandse etappezege.

## Etappe uitslagen
| Datum  | Etappe     | Parcours                                        | Afstand | Eerste                 | Tweede                  | Derde                     | Klassementsleider   |
| ------ | ---------- | ----------------------------------------------- | ------- | ---------------------- | ----------------------- | ------------------------- | ------------------- |
| 16 mei | etappe 1   | Milaan - Turijn                                 | 161 km  | Giuseppe Olmo (Ita)    | Aldo Bini (Ita)         | Olimpio Bizzi (Ita)       | Giuseppe Olmo (Ita) |
| 17 mei | etappe 2   | Turijn - Genua                                  | 206 km  | Aldo Bini (Ita)        | Elio Maldini (Ita)      | Alfredo Bovet (Ita)       | Aldo Bini (Ita)     |
| 18 mei | etappe 3   | Genua - Montecatini Terme                       | 206 km  | Raffaele Di Paco (Ita) | Learco Guerra (Ita)     | Aldo Bini (Ita)           | Aldo Bini (Ita)     |
| 20 mei | etappe 4   | Montecatini Terme - Grosseto                    | 220 km  | Fabio Battesini (Ita)  | Pietro Rimoldi (Ita)    | Antonio Folco (Ita)       | Aldo Bini (Ita)     |
| 21 mei | etappe 5   | Grosseto - Rome                                 | 248 km  | Giuseppe Olmo (Ita)    | Learco Guerra (Ita)     | Raffaele Di Paco (Ita)    | Aldo Bini (Ita)     |
| 23 mei | etappe 6   | Rome - Napels                                   | 230 km  | Giuseppe Olmo (Ita)    | Raffaele Di Paco (Ita)  | Giovanni Cazzulani (Ita)  | Giuseppe Olmo (Ita) |
| 24 mei | etappe 7   | Napels - Bari                                   | 283 km  | Raffaele Di Paco (Ita) | Olimpio Bizzi (Ita)     | Giuseppe Olmo (Ita)       | Giuseppe Olmo (Ita) |
| 26 mei | etappe 8   | Bari - Campobasso                               | 243 km  | Olimpio Bizzi (Ita)    | Giuseppe Olmo (Ita)     | Learco Guerra (Ita)       | Giuseppe Olmo (Ita) |
| 27 mei | etappe 9   | Campobasso - L'Aquila                           | 204 km  | Gino Bartali (Ita)     | Cesare Del Cancia (Ita) | Giovanni Valetti (Ita)    | Gino Bartali (Ita)  |
| 28 mei | etappe 10  | L'Aquila - Rieti                                | 117 km  | Raffaele Di Paco (Ita) | Giuseppe Olmo (Ita)     | Learco Guerra (Ita)       | Gino Bartali (Ita)  |
| 29 mei | etappe 11  | Rieti - Monte Terminillo (tijdrit)              | 20 km   | Giuseppe Olmo (Ita)    | Adalino Mealli (Ita)    | Gino Bartali (Ita)        | Gino Bartali (Ita)  |
| 30 mei | etappe 12  | Rieti - Florence                                | 292 km  | Giuseppe Olmo (Ita)    | Raffaele Di Paco (Ita)  | Elio Maldini (Ita)        | Gino Bartali (Ita)  |
| 31 mei | etappe 13  | Florence - Cesenatico                           | 139 km  | Giuseppe Olmo (Ita)    | Elio Maldini (Ita)      | Gino Bartali (Ita)        | Gino Bartali (Ita)  |
| 1 juni | etappe 14  | Cesenatico - Ferrara                            | 155 km  | Raffaele Di Paco (Ita) | Giuseppe Olmo (Ita)     | Giovanni Cazzulani (Ita)  | Gino Bartali (Ita)  |
| 2 juni | etappe 15a | Ferrara - Padua                                 | 106 km  | Raffaele Di Paco (Ita) | Vasco Bergamaschi (Ita) | Giovanni Cazzulani (Ita)  | Gino Bartali (Ita)  |
| 2 juni | etappe 15b | Padua - Venetië (tijdrit)                       | 39 km   | Giuseppe Olmo (Ita)    | Raffaele Di Paco (Ita)  | Vasco Bergamaschi (Ita)   | Gino Bartali (Ita)  |
| 4 juni | etappe 16  | Venetië - Legnago                               | 183 km  | Giuseppe Olmo (Ita)    | Raffaele Di Paco (Ita)  | Pietro Rimoldi (Ita)      | Gino Bartali (Ita)  |
| 5 juni | etappe 17a | Legnago - Riva del Garda                        | 139 km  | Giuseppe Olmo (Ita)    | Cesare Del Cancia (Ita) | Gino Bartali (Ita)        | Gino Bartali (Ita)  |
| 5 juni | etappe 17b | Riva del Garda - Gardone Riviera                | 100 km  | Gino Bartali (Ita)     | Elio Maldini (Ita)      | Fabio Battesini (Ita)     | Gino Bartali (Ita)  |
| 6 juni | etappe 18  | Gardone Riviera - Salsomaggiore Terme (tijdrit) | 206 km  | Gino Bartali (Ita)     | Raffaele Di Paco (Ita)  | Domenico Piemontesi (Ita) | Gino Bartali (Ita)  |
| 7 juni | etappe 19  | Salsomaggiore Terme - Milaan                    | 248 km  | Giuseppe Olmo (Ita)    | Pietro Rimoldi (Ita)    | Giovanni Cazzulani (Ita)  | Gino Bartali (Ita)  |

 winnaars · 
roze trui · 
  puntenklassement · 
  bergklassement · 
 jongerenklassement · 
 intergiro · 
 ploegenklassement · 
 strijdlust · 
 zwarte trui
Giro d'Italia Next Gen · Giro Donne · Cima Coppi
 Belgische rozetruidragers · etappewinnaars
 Nederlandse rozetruidragers · etappewinnaars
Mannen:
1909 · 
1910 · 
1911 · 
1912 · 
1913 · 
1914 · 
1919 · 
1920 · 
1921 · 
1922 · 
1923 · 
1924 · 
1925 · 
1926 · 
1927 · 
1928 · 
1929 · 
1930 · 
1931 · 
1932 · 
1933 · 
1934 · 
1935 · 
1936 · 
1937 · 
1938 · 
1939 · 
1940 · 
1946 · 
1947 · 
1948 · 
1949 · 
1950 · 
1951 · 
1952 · 
1953 · 
1954 · 
1955 · 
1956 · 
1957 · 
1958 · 
1959 · 
1960 · 
1961 · 
1962 · 
1963 · 
1964 · 
1965 · 
1966 · 
1967 · 
1968 · 
1969 · 
1970 · 
1971 · 
1972 · 
1973 · 
1974 · 
1975 · 
1976 · 
1977 · 
1978 · 
1979 · 
1980 · 
1981 · 
1982 · 
1983 · 
1984 · 
1985 · 
1986 · 
1987 · 
1988 · 
1989 · 
1990 · 
1991 · 
1992 · 
1993 · 
1994 · 
1995 · 
1996 · 
1997 · 
1998 · 
1999 · 
2000 · 
2001 · 
2002 · 
2003 · 
2004 · 
2005 · 
2006 · 
2007 · 
2008 · 
2009 · 
2010 · 
2011 · 
2012 · 
2013 · 
2014 · 
2015 · 
2016 · 
2017 · 
2018 · 
2019 · 
2020 · 
2021 · 
2022 · 
2023 · 
2024 · 
2025
Vrouwen:
1988 · 
1989 · 
1990 · 
1991 ·
1992 ·
1993 · 
1994 · 
1995 · 
1996 · 
1997 · 
1998 · 
1999 · 
2000 · 
2001 · 
2002 · 
2003 · 
2004 · 
2005 · 
2006 · 
2007 · 
2008 · 
2009 · 
2010 · 
2011 · 
2012 ·
2013 · 
2014 ·
2015 ·
2016 ·
2017 ·
2018 ·
2019 ·
2020 ·
2021 ·
2022 ·
2023 ·
2024 ·
2025